# Colin Mackenzie de Portmore
Colin Mackenzie de Portmore (1770-1830) est un avocat écossais et ami de Walter Scott.

## Biographie

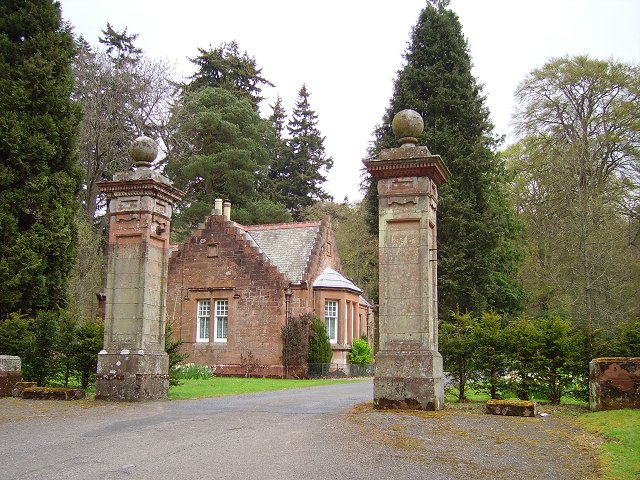
Les portes de Portmore (près d'Eddleston)

Mackenzie est né le 11 janvier 1770, fils d'Alexander Mackenzie de Portmore dans le Peebleshire et de sa femme Anne.
Il va à l'école à Édimbourg et est un ami de Walter Scott, voyageant avec lui plus tard dans la vie. Il fait son apprentissage en tant qu'avocat avec son père, Alexander Mackenzie au 14 Princes Street et se qualifie comme écrivain à la Signet en 1790.
En 1800, il travaille comme avocat au 14 Princes Street dans la nouvelle ville d'Édimbourg, après avoir repris le cabinet de son père.
Il est greffier principal de session auprès des tribunaux écossais de 1804 à 1808 et gardien adjoint du signet de 1820 à 1828. En 1822, il est élu membre de la Royal Society of Edinburgh, son proposant étant James Skene de Rubislaw.
Il meurt le 16 septembre 1830.

## Famille

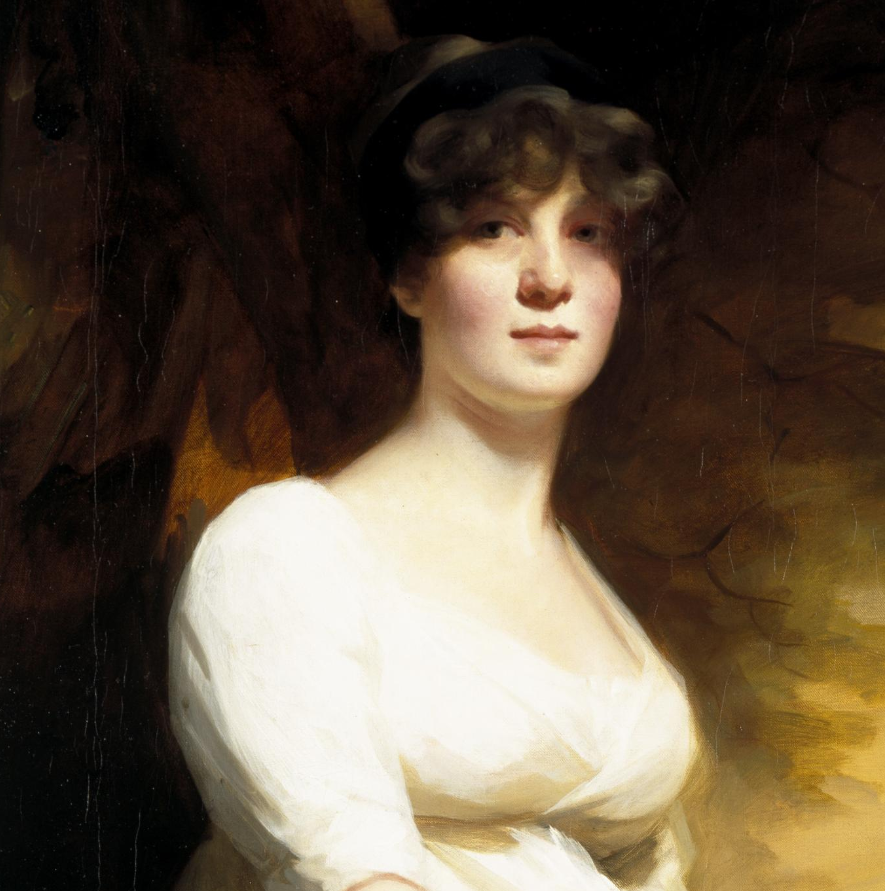
Détail de la peinture d'Elizabeth Forbes de Portmore par Sir Henry Raeburn

Sa femme, Elizabeth Forbes (1781-1840), qu'il épouse en 1803, est d'une grande beauté et est peinte par Henry Raeburn. Le tableau est détenu par la Scottish National Portrait Gallery. Elizabeth est la fille de William Forbes, 6e baronnet de Pitsligo.
Leur fils, John Mackenzie, devient trésorier de la Bank of Scotland. Un autre fils, Charles est évêque de l'Église d'Angleterre. Un autre fils, William est un homme politique et un réformateur de la tempérance. Une fille, Anne Mackenzie (en), est écrivaine.
Mackenzie est sculpté par Thomas Campbell (sculpteur) (en) dans les années 1830.